# Mokele-mbembe
Mokele-mbembe là tên gọi địa phương của con quái vật được cho là có bề ngoài giống loài bò sát khổng lồ và sinh sống ở vùng Likouala thuộc Brazzaville, miền Bắc nước Cộng hòa Dân chủ Congo. Tính đến nay, đã có hơn 50 cuộc du hành đến vùng đất đầy bí ẩn này nhưng vẫn chưa ai tìm được dấu vết của loài sinh vật này, nếu không tính đến dấu chân đầy vuốt có kích thước dễ nể do một đoàn đến từ Pháp ghi nhận vào năm 1776. Truyền thuyết này có nhiều điểm giống quái vật hồ Loch Ness ở Scotland, tại Congo, người ta gọi nó là "quái vật hồ Loch Ness của châu Phi". James Cook xếp quái thú Mokele-mbembe vào cùng loại với thủy quái Loch Ness.

## Mô tả
Chưa có chứng cứ rõ ràng về sự tồn tại của sinh vật này cũng như những mô tả cụ thể về nó, tuy nhiên qua nhiều lời kể, lời đồn của các nhân chứng, có thể mô tả sơ bộ dình dạng và tập tính của sinh vật này như sau: Mokele-mbembe thuộc loài bò sát khổng lồ có hình thù kỳ dị một chiếc cổ dài và một đuôi dài chiếc sừng dài trên đầu, bàn chân lớn, có móng vuốt. Sinh vật này là một loài ăn cỏ (không ăn thịt), sống ở vùng đất ngập nước, loài này thường đánh đuổi voi rừng và giết những con voi bằng chiếc sừng ở trên đầu, nó cũng thường rống lên nếu con người tới gần.

## Tìm kiếm
Trong suốt nhiều năm qua, các nhà thám hiểm phương Tây luôn bị ám ảnh trước viễn cảnh họ sẽ khám phá một sinh vật bí ẩn chưa được khoa học biết đến. Cho đến ngày nay đã có hơn 50 đoàn thám hiểm tìm đến vùng đầm lầy Likouala của Congo nhưng vẫn chưa có bằng chứng cho thấy sự tồn tại của quái thú. Ngoại trừ sự ghi nhận về dấu chân có hình móng vuốt của một nhà truyền giáo người Pháp vào năm 1776 và nhiều người khác sau đó.
Trong khi đó, những bức ảnh chụp mờ nhạt không chứng minh được điều gì. Có những nhân chứng kể lại họ đã bắt gặp Mokele-mbembe trồi lên mặt nước khi họ chèo thuyền ra giữa sông và bị nó đuổi theo. Người dân địa phương thường nhắc đến quái thú Mokele-mbembe và dường như giữa họ với sinh vật bí ẩn có sự kết nối tâm linh và mối quan hệ thần bí như thế nào đó. Adam Davies đã hai lần đến châu Phi tìm dấu vết về sự tồn tại của Mokele-mbembe cho rằng có màu sắc huyền bí quanh sinh vật bí ẩn của Congo đồng thời cũng không biết chắc có phải đó là sinh vật có thật hay không.